# ميكويان جوريفيتش ميج-25
ميكويان جوريفيتش ميج-25 (روسية:Микоян-Гуревич МиГ-25) (لقب تعريف الناتو: فوكس بات Foxbat) هي طائرة اعتراضية سوفييتية فائقة السرعة، أستخدمت أيضا في مهام التجسس والقصف. صممت الطائرة في مكتب ميكويان جوريفيتش السوفييتي.
حلقت النسخة التجريبية من الطائرة لأول مرة عام 1964، ودخلت الخدمة عام 1970. بسرعتها القصوى البالغة ماخ 3.2 ورادارها القوي وأربع صواريخ جو-جو، شكلت الميج-25 تهديدا كبيرا للغرب، مما دفع القوات الجوية الأمريكية بالرد بالطائرة اف 15.
لم تكتشف القدرات الحقيقة لهذه الطائرة قبل عام 1976م عندما قام فيكتور بيلينكو، وهو طيار سوفييتي هرب بطائرته الميج-25 إلى اليابان. أظهرت التحليلات التالية تصميما بسيطا ولكن في ذات الوقت فعالا باستخدام الكترونيات الصمام المفرغ، اثنين من المحركات التربينية-النفاثة الضخمة، واستخدام المواد الحديثة في قطع الغيار مثل التيتانيوم. سمح هذا التصميم البسيط بإنتاج عدد 1190 طائرة. استخدمت الميج-25 بواسطة عدد من حلفاء الاتحاد السوفيتي والجمهوريات السوفييتية السابقة وما زالت تخدم على نطاق محدود في روسيا وعدد من الدول الأخرى.

## التطوير
بدأ الاتحاد السوفيتي تطوير الميج-25 في الخمسينات من القرن العشرين، بموازاة التجارب والمحاولات الأمريكية لتطوير طائرات قاذفة واعتراضية تبلغ سرعة ماخ 3. فمع دخول طائرات الماخ 2 في الخدمة، أصبحت الماخ 3 هي الخطوة المنطقية التالية. وضعت عدة وظائف للطائرة الجديدة في الاعتبار، من ضمنها القدرة على إطلاق صواريخ كروز، وبرزت إمكانية طائرة نقل ركاب فائقة السرعة تحمل من 5 إلى 7 أفراد. ولكن الحافز الأساسي كان إنتاج طائرة اعتراضية كبيرة تطير على ارتفاعات عالية وتعمل أيضا في مهام التجسس. فكر السوفييت أنه إذا دخلت طائرة ماخ 3 في القوات الجوية الأمريكية فستكون منيعة للدفاعات الجوية السوفييتية.
تم تكليف مكتب ميكويان-جيروفيتش بتصميم الطائرة في 10 مارس 1961. زعم المسئولون الأمريكيون أن الميج-25 جاءت ردا على الطائرة التجريبية الأمريكية «(فالكيري) XB-70» ولكن «أ. بليانكوف» رئيس فريق التصميم في ميكويان نفى ذلك. ومما يؤيد الكلام السوفييتي أن مشروع الميج-25 (والتي أعطيت الرمز Ye-155 أو E-155 في بداية تصميمها) قد بدأ بعد انتهاء مشروع الطائرة الأمريكية وإغلاقه.
بسبب ظروف الإجهادات الحرارية التي تحدث إذا تعدت الطائرة سرعة 2 ماخ، لم يكن بالإمكان أن تصنع الميج-25 من مواد البناء العادية مثل سبائك الألومينيوم، كانت شركة لوكهيد مارتن الأمريكية قد قامت باستعمال التيتانيوم في تصنيع طائرتها ال«(بلاك بيرد) SR-71» كما قامت شركة «نورث أميريكان» باستعمال صلب مخرّم كمادة في تصنيع طائرتها «(فالكيري) XB-70» لكن كلا الشركتين واجهنا المشاكل في التعامل مع هذه المواد. بعد الأبحاث قررت مكتب ميكوان-جيروفيتش استعمال سبيكة من النيكل والصلب في تصنيع جسم الطائرة. صنعت الأجزاء الصلب من الطائرة عبر خليط من اللحامات مثل لحام البقعة، اللحام الأوتوماتيكي، لحام القوس يدويا. كان هناك خوف في البداية أن اللحامات ستنشرخ ولن تتحمل الهزات التي تنتج عن هبوط الطائرة. ولكن أتضح أن هذا غير صحيح ولم يحدث، وأية شروخ حدثت تم إصلاحها ولحامها في الموقع بسهولة ولم تحتاج إلى إصلاحات أكثر من ذلك. استخدمت سبيكة ألومينيوم-تيتانيوم بكميات صغيرة في صناعة الميج-25.

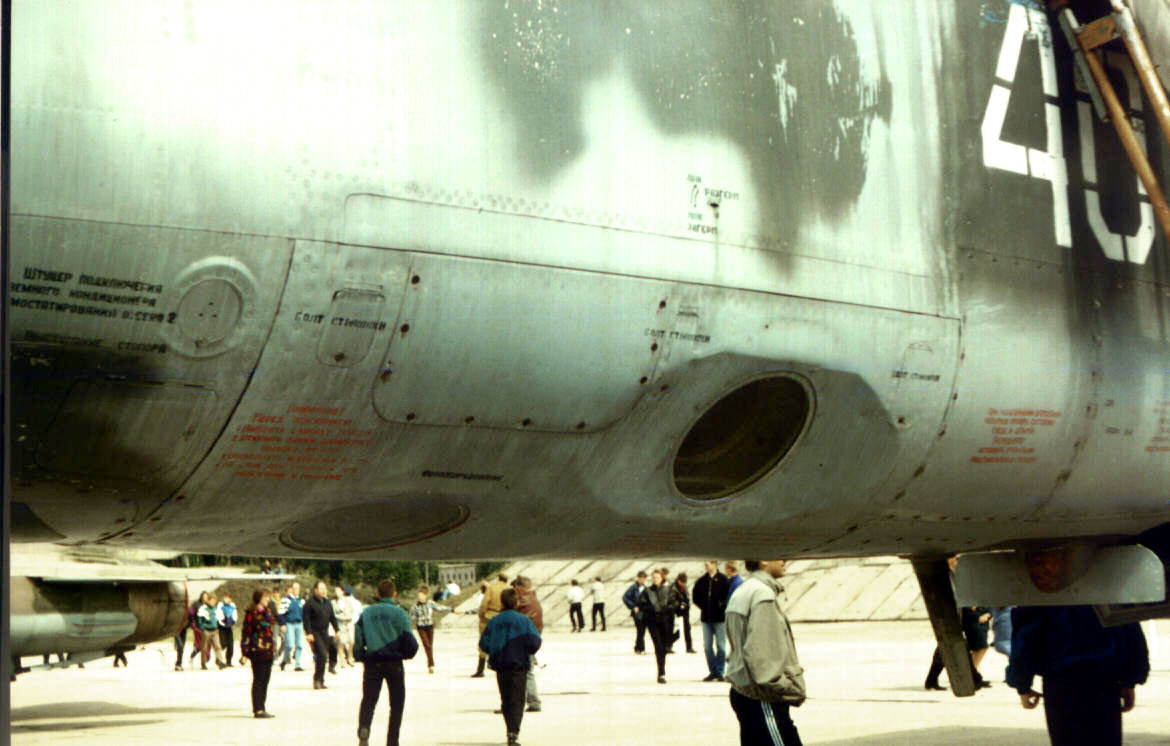
كاميرات الميج-25 RB

طارت النسخة التجريبية من الطائرة (وهي النسخة الاستطلاعية) 6 مارس 1964 وقد أعطيت الرمز "Ye-155-R1". وطارت النسخة الاعتراضية منها والتي أعطيت الرمز "Ye-155-P1" في يوم 9 سبتمبر 1964. كان تطوير الميج-25 قفزة في تكنولوجيا صناعة الطائرات في الاتحاد السوفيتي وإبرازا لتقدمه في مجالات الهندسة، ديناميكا الهواء وصناعة المعادن وقد أخذ المشروع سنوات لإتمامه. بعد وقت قصير طارت عدة نسخ تجريبية للميج-25 (تحت الرمز "Ye-266" أو "E-266") وقامت بتحقيق أرقام قياسية في أعوام 1965، 1966، و1967. بدأ إنتاج الطائرة عام 1969 وسمى الإنتاج الأول للطائرة من الطراز الاعتراضي ميج-25 P (فوكس بات-A). بينما سمى الطراز الاستطلاعي ميج-25 R (فوكس بات-B). دخلت الميج-25 R الخدمة في القوات الجوية السوفييتية فورا، لكن تأخر دخول الميج-25 P الخدمة حتى عام 1972. طُورت نسخة تدريبية لكل من الطائرتين، الميج-25 PU (فوكس بات-C) والميج-25 RB. واستنبط من الميج-25 R عدة اشتقاقات، مثل الميج-25 RB طائرة استطلاع/قاذفة.
استطاعت الميج-25 تحقيق سرعة قصوى 3.2 ماخ وأقصى ارتفاع مقداره 27,000 متر (90,000 قدم). إلا أنه في 31 أغسطس 1977 استطاعت طائرة ميج-25 معدلة تحقيق ارتفاع 37,650 متر (123,532.62 قدم) وهو الرقم القياسي في الارتفاع لأى طائرة نفاثة تعتمد على محركها فقط على الإطلاق، تحقق هذا الرقم القياسي في «بودموسكفنوي»، الإتحاد السوفييتي بقيادة طيار الاختيار «أليكساندر فيدوتوف».
ادعت بعض المصادر الغربية

 أنه على الرغم سرعة الميج-25 الكبيرة وقدرتها على الصعود لارتفاعات عالية إلا أن قدرتها على المناورة ومداها كانا محدودين، حتى سرعتها العالية شكلت بعض المشاكل بحسب هذه المصادر، فعلى الرغم من أن الطائرة كانت تستطيع الوصول إلى ماخ 3.2 بلا مشاكل إلا انه قيل انه وضعت علامة حمراء في عدادات الطائرة على ماخ 2.8 حتى لا يتجاوز الطيار هذه السرعة فتتلف محركات الطائرة. ظنت المخابرات الأمريكية في البداية أن الميج-25 مقاتلة جوية خفيفة ورشيقة وليست طائرة اعتراضية. وردا على الميج-25 بدأت الولايات المتحدة ببرنامج تطوير مقاتلة مضادة انتهى بالإف-15.

بعد فرار «بيلينكو» بطائرته، طور الروس في بداية 1978 طرازا متقدما من الطائرة الميج-25 PD (فوكس بات E) مزودة برادار جديد له خاصية النظر لأسفل، باحث موجه بالأشعة تحت الحمراء ومحركات أكثر قوة. تم تعديل ما يقرب من 370 ميج-25 P إلى الطراز الأحدث ميج-25 PD وزودت بهذه الأجهزة الحديثة وأعيد تسميتها ميج-25 PDS.
أنتج ما يقرب من 1,186 ميج-25 بحلول عام 1984 وهو العام الذي توقف فيه إنتاج الطائرة. وصدرت إلى كل من الجزائر، بلغاريا، الهند، العراق، ليبيا، سوريا.

## المواصفات

### الصفات العامة
- الطاقم: واحد.
- الطول: 19.75 متر.
- المسافة بين الجناحين: 14.01 متر.
- الارتفاع : 6.10 متر.
- مساحة الأجنحة: 61.40 متر².
- الوزن فارغة: 20,000 كغم.
- الوزن محملة: 36,720 كغم.
- المحرك: محركين من نوع تومانسكي أر-15 مزود بغرفة احتراق مساعدة.
- الدفع الجاف: 73.3 كيلو نيوتن.
- الدفع بغرفة الاحتراق المساعدة: 100.1 كيلو نيوتن.

### الأداء
- السرعة القصوى: ماخ 3.2 (3490) كيلومتر/ساعة.
- السرعة القصوى للطيران المستمر: ماخ 2.83 (3090) كم/ساعة.
- المدى: 1,730 كم.
- أقصى ارتفاع: 20,700 متر (مزودة بأربع صواريخ).
- معدل الصعود: تصعد إلى 20,000 متر في 8.9 دقيقة.
- الحمل على الأجنحة: 598 كغم/متر².
- النسبة دفع-وزن: 0.41.

### التسليح
- صاروخين موجهين بالرادار أر-40.أر (R-40R)، تسمية الناتو: «إيه-إيه أكريد» (AA-6 Acrid).
- صاروخين موجهين بالأشعة تحت الحمراء من نوع أر-40.تي (R-40T).

### أجهزة الملاحة
- رادار أر.پي-25 من نوع «سميرش».